# سهیلا بسکی
سهیلا بسکی (۱۳۳۲–۱۳۹۴)، نویسنده و مترجم ایرانی بود. او هم‌چنین بنیان‌گذار جایزه معمار، نشریه تخصصی معمار، و نشریهٔ شهر بود. بسکی در سال ۱۳۸۲ برنده جایزه گلشیری برای بهترین مجموعه داستان اول سال ۱۳۸۱ شد.

## زندگی‌نامه
سهیلا بسکی در سال ۱۳۳۲ به دنیا آمد. پس از اتمام دوره دبیرستان علی‌رغم علاقه به رشته معماری با توجه به اینکه دیپلمش ریاضی نبود وارد مدرسه عالی مدیریت گیلان شد و در رشته مدیریت شروع به تحصیل کرد. وی پس از اتمام دوره کارشناسی برای تحصیل در رشته اقتصاد به دانشگاه ایالتی میشیگان آمریکا رفت. وی در سال ۱۳۵۶ به ایران بازگشت و در دانشگاه بوعلی همدان مشغول به کار شد. پس از انقلاب به تهران نقل مکان کرد و در دانشگاه علوم تربیتی تدریس اقتصاد را آغاز کرد که با وقوع انقلاب فرهنگی، دانشگاه تعطیل و او بی‌کار شد.
در این ایام شروع به ترجمه کتاب کرد و در سال ۱۳۶۹ نیز داستان‌نویسی را آغاز کرد. پس از مدتی در بخش اقتصادی مرکز مطالعاتی و تحقیقاتی شهرسازی و معماری مشغول به کار شد در همین مرکز بود که مسئول انتشار مجله آبادی شد و از سال ۱۳۶۹ تا ۱۳۷۶ مسئولیت انتشار این مجله را برعهده داشت.
پس از خروج از مرکز مطالعاتی و تحقیقاتی شهرسازی و معماری با سرمایه شخصی در تیرماه ۱۳۷۷ مجله معمار را منتشر کرد و در سال ۱۳۸۰ به صورت هم‌زمان مجله شهر را هم روانه بازار مطبوعات کرد.
او مدیر مؤسسه معمار نشر و برگزار کننده جایزه بزرگ معمار نیز بود.
سهیلا بسکی در سال ۱۳۸۲ مجموعه داستان کوتاه پارهٔ کوچک برنده جایزه گلشیری شد. هیئت داوران آن دوره از جایزه گلشیری به خاطر دقت در مشاهده و کشف جزئیات داستانی، زبانی روان و پالوده، جان بخشیدن به اشیاء روزمره و خلق داستان‌های کوتاهی سرشار از لایه‌های متعدد معنایی پاره کوچک را شایسته دریافت عنوان بهترین مجموعه داستان اول سال ۱۳۸۱ دانستند.دومین مجموعه داستان او به نام بی بی پیک نیز در سال ۱۳۸۵ نامزد همین جایزه شد.
او در ۶ خرداد ۱۳۹۴ به وقت دیدار با اعضای خانواده‌اش در استانبول درگذشت.

### داستان و رمان
- مجموعه داستان پارهٔ کوچک، انتشارات آگاه
- مجموعه داستان بی‌بی پیک، انتشارات نیلوفر[۶]
- در محاق(چاپ انتشارات فروغ در آلمان و نیلوفر در ایران)[۷]
- رمان گذشته‌ای هست که نمی‌گذرد، انتشارات باران در سوئد و نیلوفر در ایران (در یک کتاب با دو رمان، به نام در محاق)
- رمان در حکایت ساختن مبال در بم، انتشارات فروغ در آلمان
- رمان ذره، انتشارات فروغ در آلمان[۸]
- مجموعه داستان عکس‌های فوری (۱۳۹۳)، انتشارات ققنوس[۹]

### ترجمه
- زندگی‌نامه ویرجینیا وولف، نوشته کوئنتین بل، انتشارات نیلوفر[۱۰]
- آن‌گونه که من زیستم (خودزندگی‌نامه)، اما گلدمن، انتشارات نیلوفر[۱۱]